# Vocativo
Vocativo é o termo da oração por meio do qual chamamos ou interpelamos o nosso interlocutor, real ou imaginário. O Vocativo não possui relação sintática a outra expressão da oração, ou seja, não está relacionado com o Sujeito, com o Predicado, diferente do aposto onde há relação com o restante da frase. É a expressão da oração usada para invocar um ouvinte. Geralmente, direciona-se à segunda pessoa do discurso. O vocativo é um termo da oração que usamos com frequência no cotidiano. Veja abaixo exemplos:
Aposto
Primeiramente, vejamos o que é aposto. Observe a frase a seguir:
Manoel, português casado com minha prima, é um ótimo engenheiro.
Veja que o trecho “português casado com minha prima” está explicando quem é o sujeito da oração “Manoel”. Esse trecho é o aposto da oração.
Observe a próxima:
Foram eles, os meninos, que jogaram a bola no seu quintal ontem.
Mais uma vez temos um trecho (aposto) “os meninos” explicando um termo anterior: Foram eles... Eles quem? Os meninos.
Podemos concluir que o aposto é uma palavra ou expressão que explica ou que se relaciona com um termo anterior com a finalidade de esclarecer, explicar ou detalhar melhor esse termo.
Há alguns tipos de apostos:
• Explicativo: usado para explicar o termo anterior: Gregório de Matos, autor do movimento barroco, é considerado o primeiro poeta brasileiro.
• Especificador: individualiza, coloca à parte um substantivo de sentido genérico: Cláudio Manuel da Costa nasceu nas proximidades de Mariana, situada no estado de Minas Gerais.
• Enumerador: sequência de termos usados para desenvolver ou especificar um termo anterior: O aluno dever ir à  munido de todo material escolar:borracha, lápis, caderno, cola, tesoura, apontador e régua.
• Resumidor: resume termos anteriores: Funcionários da limpeza, auxiliares, coordenadores, professores, todos devem comparecer à reunião. 
Vocativo 
Observe as orações:
1. Amigos, vamos ao cinema hoje?
2. Lindos, nada de bagunça no refeitório!
Os termos “amigos” e “lindos” são vocativos, usados para se dirigir a quem escuta de formas ou intenções diferentes, como nos períodos anteriores: a utilização de um substantivo na primeira frase e de um adjetivo na segunda. Podemos concluir que:
Vocativo: é a palavra, termo, expressão utilizada pelo falante para se dirigir ao interlocutor por meio do próprio nome, de um substantivo, adjetivo (característica) ou apelido.